# Кулушево (Учалинський район)
Кулушево (рос. Кулушево, башк. Ҡолош) — присілок у складі Учалинського району Башкортостану, Росія. Входить до складу Уразовської сільської ради.
Населення — 151 особа (2010; 249 в 2002).
Національний склад:
- башкири — 100%